# Милей, Хавьер
Хавье́р Хера́рдо Миле́й (исп. Javier Gerardo Milei; род. 22 октября 1970, Буэнос-Айрес) — аргентинский политический и государственный деятель, экономист, предприниматель. Президент Аргентины с 10 декабря 2023 года. Первый в мировой истории президент-либертарианец.
До прихода в политику получил известность как экономист и автор множества книг по экономике и политике. Милей является активным сторонником австрийской школы. Критиковал фискальную политику различных аргентинских администраций и выступал за сокращение государственных расходов. В качестве университетского профессора читал курсы по макроэкономике, экономическому росту, микроэкономике и математике для экономистов.
В 2021 году Милей занялся политикой и был избран депутатом, представляющим Буэнос-Айрес, от основанной им партии «Свобода наступает». На должности депутата ограничил свою законодательную деятельность голосованием, сосредоточившись на критике политической элиты Аргентины и её склонности к высоким государственным расходам. Милей взял на себя обязательство не повышать налоги и пожертвовал свою зарплату депутата в рамках ежемесячной лотереи. Позже победил Серхио Массу на президентских выборах 2023 года, выдвинув свою кандидатуру и обвинив идеологическое доминирование перонизма в стране в качестве причины продолжающегося аргентинского экономического кризиса.
Милей известен своей эпатажностью, своеобразным характером и активным присутствием в СМИ. С политической точки зрения его характеризуют как правого либертарианца, популиста и ультралиберала, а сам он идентифицирует себя как либерал-либертарианец, придерживающийся, в частности, принципов минархизма и анархо-капитализма. Его взгляды занимают особое место в аргентинском политическом пространстве и вызывают значительный общественный резонанс и неоднозначную реакцию. В частности, он предлагал упразднить Центральный банк Аргентины, что привело бы к фактической долларизации экономики, а также провести комплексную реорганизацию бюджетной и структурной политики страны. Поддерживает свободу выбора в таких вопросах, как наркотики, оружие, проституция, однополые браки, сексуальные предпочтения. Негативно относится к абортам, эвтаназии и иммиграции преступников. С 2024 года — гражданин Итальянской Республики.

## Биография

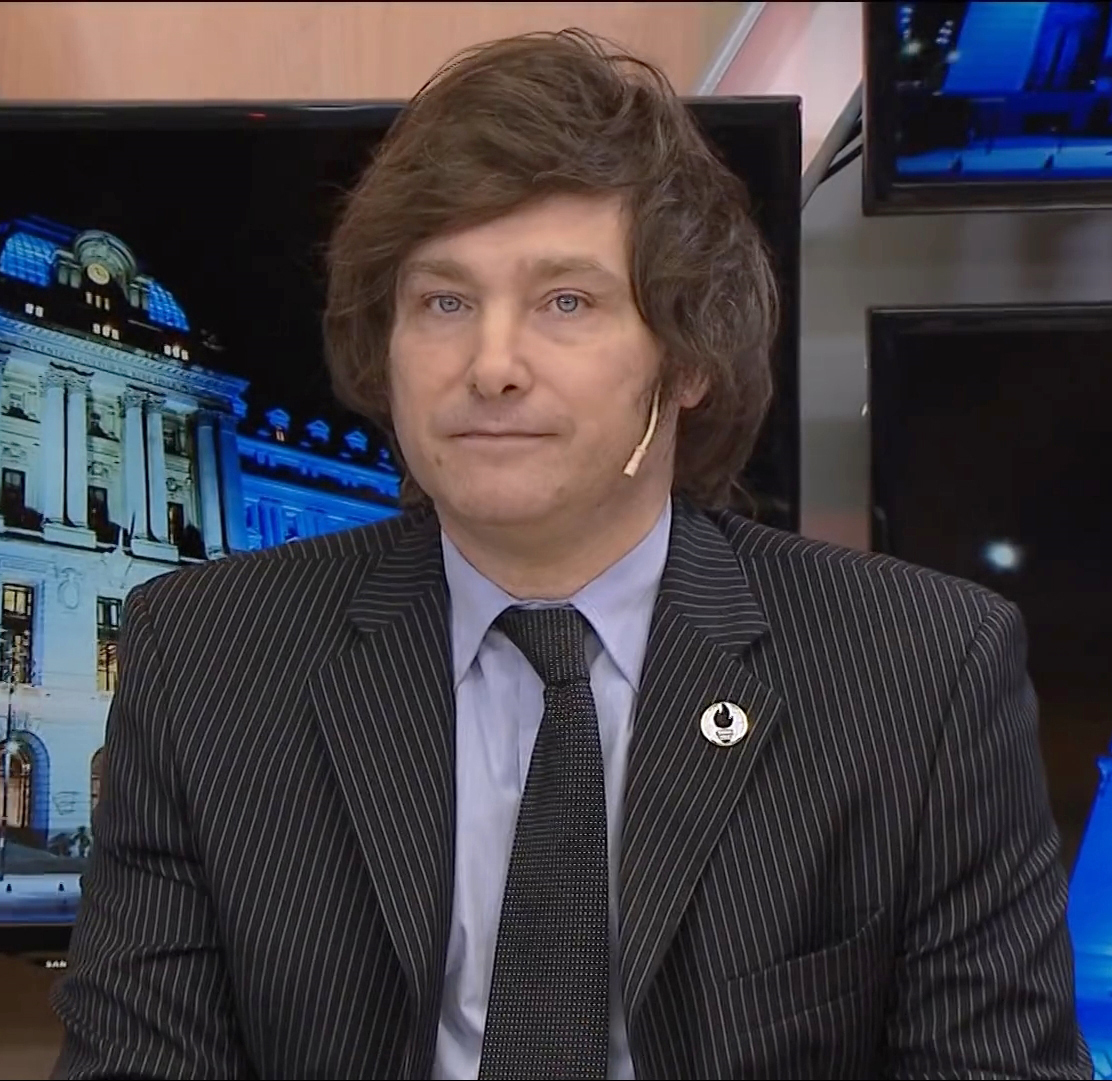
Хавьер Милей в 2019 году

Хавьер-Херардо Милей родился 22 октября 1970 года в престижном районе Палермо. Мать Милея, Алисия, была домохозяйкой, а отец, Норберто, — предпринимателем, занимавшийся пассажирскими перевозками. Его отец имеет итальянское происхождение, а мать, до брака Лусич, — хорватское. Они являются родственниками уругвайского телеведущего Родриго Лусича, который рассказал, что его дедушка и бабушка иммигрировали из Хорватии в Аргентину. Его родители, по словам Милея 2018 года, били и словесно обижали его, из-за чего он не разговаривал с ними на протяжении десяти лет; он считал их для себя мёртвыми. Его поддерживали бабушка по материнской линии и младшая сестра Карина, с которой он имел тесные связи, и которую он называет «боссом».
Хавьер Милей посещал католические школы, в частности среднюю школу Кардинала Копельо в столичном районе Вилья Девото, а впоследствии с семьёй переехав в город Саэнс-Пенья в провинции Буэнос-Айрес. В школе получил прозвище «Безумный» (исп. el Loco) за свои вспышки и агрессивную риторику. В подростковом и раннем взрослом возрасте Милей пел в кавер-группе Everest, которая в большинстве своем играла каверы на Rolling Stones. Он также играл вратарём в футбольной команде «Чакарита Хуниорс» до 1989 года, когда Аргентина переживала период гиперинфляции, и он посвятил себя карьере экономиста.
В начале 1980-х Милей заинтересовался экономикой из-за падения обменного курса аргентинской валюты. Милей изучал вступление в экономику и закон спроса и предложения, который, по его мнению, противоречил продолжающей гиперинфляции; он говорил, что видел, как люди «кидаются на товар» в супермаркете, и начал изучать экономику более подробно, чтобы понять её.

### Карьера
Милей получил степень по экономике в университете Бельграно, а также две степени магистра в Институте экономического и социального развития (IDES) в Буэнос-Айресе и Университете имени Торкуато ди Телла.
Более двадцати лет Милей был профессором макроэкономики, экономики роста и микроэкономики. Он является специалистом по экономическому росту и преподавал несколько экономических предметов в университетах Аргентины и за рубежом. Он написал более пятидесяти научных работ.
Милей работал главным экономистом Maxima AFJP (частной пенсионной компании), главным экономистом Estudio Broda (финансово-консультационной компании) и правительственным консультантом в Международном центре по урегулированию инвестиционных споров. Он также был старшим экономистом в HSBC Argentina и в частной компании Corporación América (аргентинского миллиардера Эдуардо Эрнекяна), где в течение пятнадцати лет занимал должность главного экономиста и финансового советника. Он работал главным экономистом в нескольких национальных и международных государственных органах. С 2012 года Милей возглавлял отдел экономических исследований в Fundación Acordar, национальном аналитическом центре. Он входил в группу экономической политики Международной торговой палаты (советник G20) и Всемирного экономического форума.

### Политическая карьера
В течение 2010-х годов Хавьер Милей приобрёл значительную известность и стал часто появляться в аргентинских телевизионных дебатах, отличавшихся оскорблениями в адрес оппонентов, нецензурной лексикой и агрессивной риторикой при выражении и обсуждении своих идеалов и убеждений, например, в споре с главой правительства Буэнос-Айреса Орасио Родригесом Ларретой. Это привело к тому, что многие комментаторы стали называть его антиполитиком или разрушителем системы. Сенатор США Тед Круз поделился в Twitter интервью Вивианы Канозы с Милеем, в шутку предложив пригласить его на президентские дебаты Республиканской партии в 2024 году.
В феврале 2017 года Милей назвал Доминго Кавалло лучшим министром экономики Аргентины, поскольку тот положил конец гиперинфляции 1989 года и начал реформы в государстве. Он обвинил в кризисе 2001 года ошибки предыдущих министров экономики — ошибки, которые Кавалло не смог исправить вовремя.
В ноябре 2017 года он вызвал резонанс, заявив, что «главный производитель экономистов Аргентины — это марксистский центр индоктринации», имея в виду факультет экономических наук Университета Буэнос-Айреса, что, по его словам, привело к «вездесущему распространению кейнсианских грубиянов».
26 июня 2018 года Милей назвал журналистку Тереситу Фриас «burro» (буквально «осёл», что в аргентинском сленге означает «невежда» или «необразованный»), после того как она раскритиковала его идеологические взгляды как тоталитарные. Поскольку он отказался извиниться, Милея обвинили в проявлении гендерного насилия, и местный суд постановил провести психологическую экспертизу. Судья по делам семьи и гендерного насилия Кармело Пас запретил ему участвовать в публичных мероприятиях в качестве панелиста или лектора в пределах города Метан под угрозой судебного преследования.
В 2018 году он дебютировал в качестве актёра в своей пьесе «El consultorio de Milei» вместе с Клаудио Рико и Диего Сукалеской. В 2019 году журнал Noticias назвал его одним из самых влиятельных людей в Аргентине. В 2020 году он выступал в поддержку протестов против правительства Альберто Фернандеса.
По результатам выборов в законодательные органы 14 ноября 2021 года Милей избран членом Палаты депутатов Национального конгресса Аргентины от Автономного города Буэнос-Айрес от коалиции «Свобода наступает». Он пообещал не голосовать ни за повышение налогов, ни за новые налоги.

### Законодательная кампания 2021 года
С 2020 по 2021 год Милей был членом партии Avanza Libertad (Вперёд, Свобода), основанной Хосе Луисом Эспертом. Во время своей кампании в Палату депутатов Аргентины Милей сосредоточился на районах Буэнос-Айреса, где он гулял и общался с обычными людьми. Он пообещал не поддерживать повышение налогов или введение новых налогов.
Он выступал под лозунгом «Я пришёл не пасти овец, а пробуждать львов», осуждая то, что он называл политической кастой, которую он описывал как «бесполезных, паразитирующих политиков, которые никогда не работали». Он называл политиков «крысами» и утверждал, что они образуют «паразитическую касту», думающую только о собственном обогащении. Он использовал фразы вроде «Я здесь, чтобы выгнать этих преступников» и пользовался особой поддержкой среди молодёжи; он продвигал свои политические взгляды на телевидении, радио и YouTube. Кроме того, Милей помирился со своими родителями.
В июле 2021 года Милей основал коалицию La Libertad Avanza (Свобода наступает), которая заняла третье место на праймериз с 13,66 % голосов и третье место на законодательных выборах 2021 года с 17 %, и либертарианская коалиция вошла в Конгресс Аргентины. Они добились наилучших результатов в Кордове и Санта-Фе, втором и третьем по численности населения округах страны. Они также показали хорошие результаты в перонистских опорных пунктах на севере Тукумана, Сальты, Ла-Риохи, Сан-Хуана и Санта-Круса в Патагонии, которая считается колыбелью киршнеризма.

### Продвижение криптовалют
В феврале 2025 года Милей оказался в центре скандала, связанного с продвижением криптовалютного токена $LIBRA. Он прорекламировал этот токен в своём X-аккаунте как частную инициативу для поддержки малого бизнеса в Аргентине. После его публикации капитализация токена резко возросла до $6 миллиардов, а затем практически обнулилась. Это вызвало подозрения в мошенничестве по принципу «финансовой пирамиды». Милей удалил пост спустя несколько часов, заявив, что не был осведомлен о деталях проекта и не имеет к нему отношения. Тем не менее, инцидент вызвал критику со стороны общественности и экспертов.

## Депутатство
После вступления в должность депутата Милей выполнил одно из своих предвыборных обещаний, разыгрывая свою зарплату среди случайного человека каждый месяц, стремясь «вернуть деньги гражданам». Он описывал эту ежемесячную лотерею, открытую для всех, как способ избавиться от того, что он считал грязными деньгами, заявляя: «Государство — это преступная организация, финансирующая себя за счёт налогов, взимаемых с людей силой. Мы возвращаем деньги, которые украла политическая каста». Его ежемесячная лотерея зарплаты разыграла более семи миллионов песо с момента его избрания в парламент.
На апрель 2023 года Милей присутствовал в зале заседаний 52 % времени. На август 2023 года он не предложил ни одного закона и не присоединился ни к одной парламентской комиссии. Одно из его отсутствий было особенно раскритиковано оппозицией Juntos por el Cambio, поскольку оно позволило национальному правительству повысить налоги на авиабилеты одним голосом.
В июле 2023 года Милей столкнулся с расследованием по поводу предполагаемой продажи кандидатур внутри La Libertad Avanza. Бизнесмен Хуан Карлос Блумберг заявил, что коалиция «превратила политику в бизнес», что побудило Милея отрицать наличие платных кандидатов. Милея также обвинили в том, что его финансировал и поддерживал перонизм. Журналист Хуан Луис Гонсалес заявил, что Милей «позволил себе финансироваться провинциальными правительствами, получал техническую, логистическую и денежную помощь от перонизма, с которым он якобы борется, угрожал всем, кто хотел открыть рот». Заявления прокурора Рамиро Гонсалеса не предоставили конкретных данных о выдвинутых обвинениях. На июль 2023 года, пока расследование всё ещё продолжалось, Милей отверг его как политическую операцию по дискредитации его и потребовал расследовать действия Рамиро Гонсалеса, обвинив его в нанесении ущерба его имиджу. Дело было закрыто в марте 2024 года, поскольку прокурор не смог найти достаточных доказательств для выдвижения официального обвинения.

### Продвижение Coinx World
18 декабря 2021 года Хавьер Милей продвигал Coinx World в своём аккаунте в Instagram после посещения их офиса в Буэнос-Айресе. «Я имел удовольствие посетить офисы Coinx и познакомиться с их командой. Они революционизируют способ инвестирования, помогая аргентинцам справиться с инфляцией. С этого момента вы можете симулировать свои инвестиции в аргентинских песо, долларах США или криптовалютах и получать прибыль. Обратитесь к ним от моего имени, чтобы они дали вам лучший совет!» — заявил он. Coinx World использовала визит Милея для продвижения своих финансовых услуг в социальных сетях и утверждала, что является первой латиноамериканской финтех-компанией, использующей высокопроизводительную алгоритмическую торговлю. Комментируя, почему они обратились к Хавьеру Милею, Coinx World заявила, что встреча с Милеем была «консультацией по вопросам коммуникации». Они также заявили, что их инвестиции поддерживаются законодательством Сальвадора, где компания зарегистрирована.
Финансовые эксперты предупредили, что заявления CoinX были неустойчивыми, и сравнили её деятельность с финансовой пирамидой. В то время ни Хавьер Милей не был зарегистрирован в Национальной комиссии по ценным бумагам Аргентины для приглашения общественности к инвестициям, ни Coinx World не имела разрешения на работу в публичном предложении, что привело к тому, что Национальная комиссия по ценным бумагам объявила её нерегулярным публичным предложением в 2022 году.
В интервью журналисту Эрнесто Тенембауму в июне 2022 года Хавьер Милей заявил, что ему заплатили за эту публичную поддержку, как и за «все его мнения», и что компания «никого не обманула». Он объяснил в этом интервью, что Coinx World "брала деньги и использовала их для покупки ценных бумаг в долларах США. С произошедшей девальвацией они смогли платить значительно более высокие процентные ставки в аргентинских песо, чем те, что предлагал Центральный банк Аргентины, что позволило им обеспечить финансирование для инвестиций в свои криптофермы, где они генерировали криптовалюты и имели больше денег. «Бизнес-модель была хорошо структурирована», — утверждал Милей. Однако он не смог объяснить, почему призывал своих подписчиков инвестировать в Coinx World, и отказался извиниться перед пострадавшими, когда его об этом попросили.
Хавьер Милей также защищал эту финтех-компанию в социальных сетях, когда некоторые подписчики указывали на признаки финансовой пирамиды. «Coinx всем заплатила», — заявлял он. — «Не позволяйте себя обмануть наёмным убийцам от Juntos por el Cambio».
В 2023 году Coinx World была закрыта регулирующими органами после начала уголовного расследования по подозрению в функционировании как схема Понци. Полиция провела обыски в офисах компании в Буэнос-Айресе и Санта-Фе, в ходе которых были арестованы четыре сотрудника, включая генерального директора. Инвесторы, большинство из которых были подписаны на Хавьера Милея в социальных сетях, подали на него в суд, оценивая свои убытки в сумму от 30 до 40 миллионов аргентинских песо (примерно 300 000 долларов США на тот момент). Согласно информации с официального сайта компании, Coinx World вела деятельность в Аргентине, Бразилии и Сальвадоре.

## Всеобщие выборы в Аргентине

### Президентская кампания Хавьера Милея

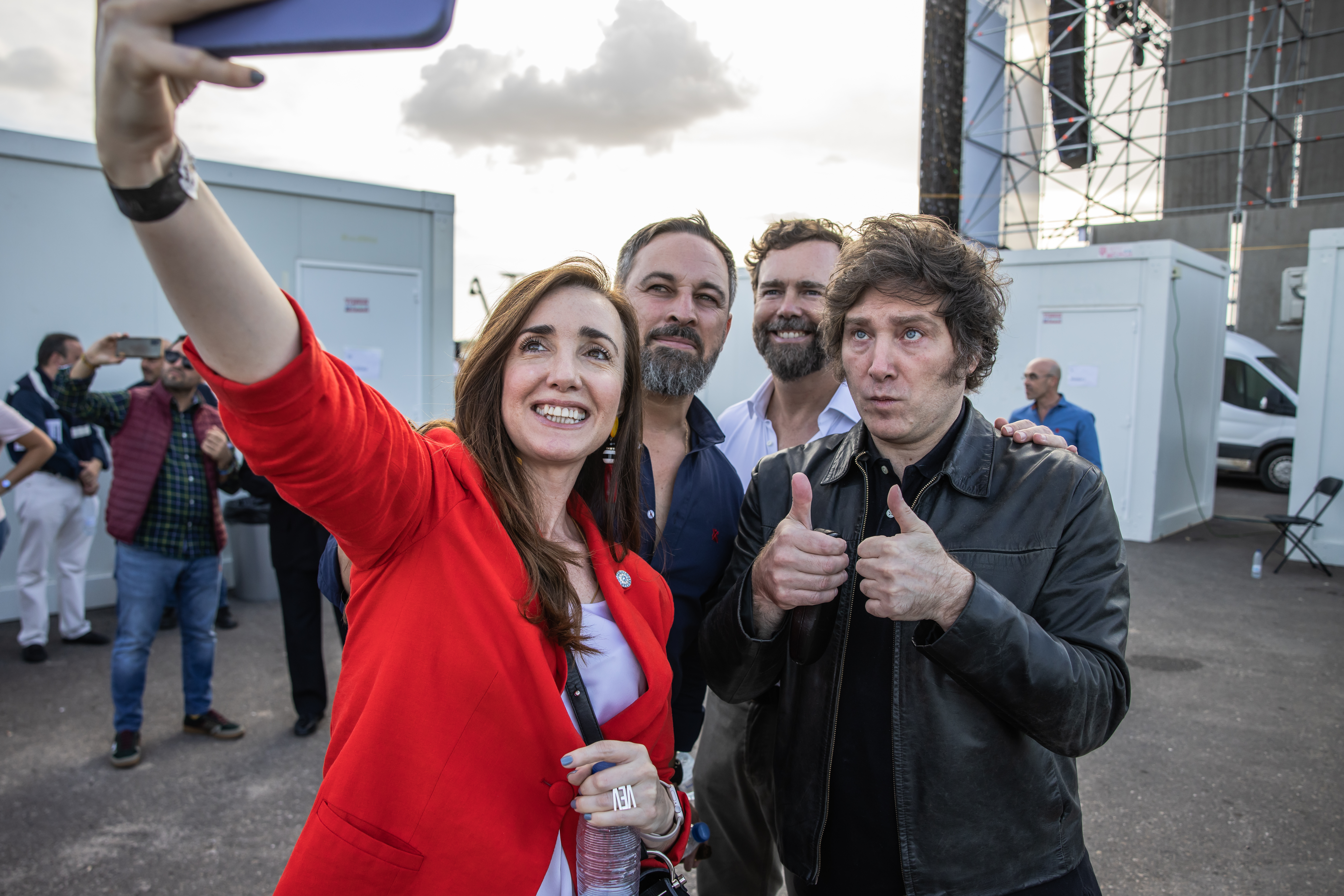
Милей с Викторией Вильярруэль и Сантьяго Абаскалем, 8 октября 2022 года

Член Либертарианской партии Хавьер Милей баллотировался в президенты Аргентины от правой коалиции «Свобода наступает». Его вице-президентом стала Виктория Вильярруэль, а кампанию возглавляла его младшая сестра Карина Милей. Уже в мае 2022 года его популярность в опросах начала расти, а в июне он официально объявил о выдвижении. Весной 2023 года опросы показывали, что за него готовы проголосовать 17 % избирателей, и его коалиция могла стать третьей силой в парламенте.
Милей особенно привлекал молодёжь, выросшую в условиях экономического кризиса 1998—2002 годов. Его сторонники включали и бывших избирателей киршнеристской партии, голосовавших теперь за него в знак протеста. Лукас Ромеро, глава аргентинской консалтинговой фирмы Synopsis, и Андрей Роман, директор бразильской социологической компании Atlas Intel, считают, что победа Хавьера Милея на выборах 2023 года была обусловлена не столько широкой поддержкой его идей, сколько массовым недовольством существующим политическим истеблишментом, особенно его левым экономическим курсом. Таким образом, избиратели стремились к переменам.
На фоне инфляции свыше 100 % в мае 2023 года позиции Милея в опросах усилились. Однако в июне его влияние временно снизилось после выдвижения Серхио Массы, которое усилило поляризацию между правящей партией и коалицией Juntos por el Cambio. Среди ярких эпизодов кампании — вирусное видео, где Милей срывает карточки с названиями министерств и бросает их в воздух со словом afuera («вон»), выступает с бензопилой на сцене, разбивает пиньяту в эфире, называет Папу Франциска «грязным леваком» и восхваляет гангстера Аль Капоне как «героя».

### Праймериз и всеобщие выборы
На праймериз в августе 2023 года, которые рассматривались как индикатор предстоящих октябрьских выборов, Хавьер Милей стал лидером, набрав около 30 % голосов — опередив как перонистов-киршнеристов, так и макристов, доминировавших в 2010-х. Его успех приветствовали правые политики, включая Жаира Болсонару, Хосе Антонио Каста, Теда Круза и испанскую консервативную партию «Голос». Изначально опросы предсказывали лидерство Серхио Массы и коалиции Juntos por el Cambio, а Милей считался аутсайдером. Первоначально, в преддверии первого тура всеобщих выборов и возможного второго тура в ноябре, перонисты рассматривали Милея как потенциального союзника, способного расколоть электорат коалиции Juntos por el Cambio.
После победы на праймериз он стал основным фаворитом. В первом туре 22 октября он прошёл во второй тур, где 19 ноября одержал убедительную победу над Массой и стал избранным президентом, показав самый высокий результат на президентских выборах со времён перехода Аргентины к демократии. Занявшая третье место в первом туре выборов Патрисия Буллрич и баллотировавшийся вместе с ней в вице-президенты Луис Петри поддержали Милея перед вторым туром. Его успех связывали скорее с протестным голосованием против политической системы, чем с широкой поддержкой его взглядов. Его победу часто сравнивали с выборами Дональда Трампа и Жаира Болсонару.
На парламентских выборах коалиция Милея получила около 20 % мест в нижней палате и 10 % — в Сенате. В своей победной речи он объявил о начале «новой политической эпохи» и пообещал восстановить Аргентину и преодолеть её экономический упадок.

## Президентство

### Инаугурация и начало деятельности на посту
Хавьер Милей принял присягу как президент Аргентины 10 декабря 2023 года.
В сформированном правительстве министерство безопасности возглавила Патрисия Буллрич, министерство обороны — Луис Петри, министром экономики стал Луис Капуто — бывший министр финансов и экс-глава Центрального банка во время правления президента Маурисио Макри. Президентом Центрального банка был назначен Сантьяго Баусили — бывший министр финансов во время президентства Макри.
Уже 21 декабря 2023 года Милей подписал указ, который включал в себя более 300 реформ. Помимо политических изменений (реформы подразумевали сокращение количества министерств) значительная часть документа была отведена экономическому преобразованию Аргентины. Декрет предусматривал расширение свободной торговли с иностранными компаниями, приватизацию государственных компаний и ужесточение арендных соглашений. Кроме того, он сократил государственные субсидии на топливо и девальвировал песо на 50 %.
После инаугурации Милея Аргентина отказалась от вхождения в объединение БРИКС.
После 100 дней президентства Хавьера ряд аналитиков начал подводить первые итоги президентства Милея. Католический Университет Аргентины отмечает рекордный за 20 лет уровень бедности — 57,4 %. Исследователи отметили, что около 27 млн аргентинцев могут считаться бедными, а ещё 9 миллионов — нищими.
Милею удалось затормозить и снизить рост инфляции c 25,5 % в декабре 2023 года до 13,2 % в феврале 2024 года.
В то же время эксперты отмечают, что реальные реформы из первого пакета Милея застопорились из-за пробуксовки в Сенате, где сторонники Милея не имеют большинства, и масштабных общественных забастовок.
В апреле 2024 года прошел так называемый «марш студентов», который был направлен против инициативы Милея сократить на 70 % финансирование вузов. Это выступление стало одним из крупнейших протестов после вступления Милея в должность. По оценкам организаторов, им удалось собрать в центре Буэнос-Айреса около 800 000 человек, официальные власти заявили о 100 000 участников.
В мае 2024 года в Аргентине был зафиксирован профицит бюджета 2,57 млрд долларов, что стало первым случаем профицита на протяжении пяти месяцев подряд с 2008 года.

## Политические взгляды
Милей поддерживает австрийскую школу экономической мысли и считает себя «краткосрочным минархистом», но «философски анархо-капиталистом». Он считает Аргентину «налоговым адом» и выступает за быстрое сокращение государственных расходов, чтобы сбалансировать бюджет.
Милей стал широко известен своими регулярными появлениями на телевидении, где он критиковал администрации Кристины Фернандес де Киршнер, Маурисио Макри и Альберто Фернандеса за неконтролируемые расходы и отсутствие корректировки бюджета.
Политические обозреватели классифицировали его идеологические взгляды как смесь правых либертарианских и консервативных направлений, а также правой популистской и ультраправой политики. В деле противостояния социализму Милей поддерживает бывшего президента Бразилии Жаира Болсонару и нынешнего президента США Дональда Трампа. Он близок к испанской консервативной партии «Vox», а также к бывшему консервативному кандидату в президенты Чили Хосе Антонио Касту.
Милей подписал Мадридскую хартию — документ, составленный испанской партией «Vox», в котором левые группы описываются как враги Иберо-Америки, участвующие в «преступном проекте», находящемся «под эгидой кубинского режима». Он подписал документ вместе с другими политиками, такими как Рафаэль Лопес Альяга из Перу, Хосе Антонио Каст из Чили и Эдуарду Болсонару из Бразилии, сын Жаира Болсонару.
Милей выступает против прав на аборты и публично подтвердил твёрдую позицию против абортов, заявив, что аборт нарушает принцип ненападения; он рассматривает это как имущественный конфликт или вопрос собственности, и провёл сравнение между абортом и кражей. Отвечая в сентябре 2021 года на вопрос журналиста газеты O Globo о деле об аборте, связанном с изнасилованием 10-летней девочки, Милей заявил, что аборт при таких обстоятельствах всё равно является убийством. По его мнению аборт возможен только тогда, когда жизнь матери находится в опасности.
Милей отрицает существование глобального потепления, игнорируя научный консенсус по изменению климата, и приписывает это социалистическому изобретению; он сказал, что опасения по поводу изменения климата — не более чем «обман, пропагандируемый неомарксистами». Милей заявил, что не имеет проблем с однополыми браками и равнодушен к ним; он рассматривает брак как контракт и выступает против него как «института».
Милей называет себя либералом-либертарианцем. Он часто упоминал Карлоса Менема, президента Аргентины с 1989 по 1999 год, и его министра экономики Доминго Кавальо. Кроме того, он отстаивает идеи и ценности либерального мыслителя Хуана Баутиста Альберди и его конституцию, а также Альберто Бенегаса Линча и поколение 80-х.
Книга Милея «Путь либертарианца» (El camino del libertario) переведена и издана на русском в октябре 2023 года.

### Внешняя политика

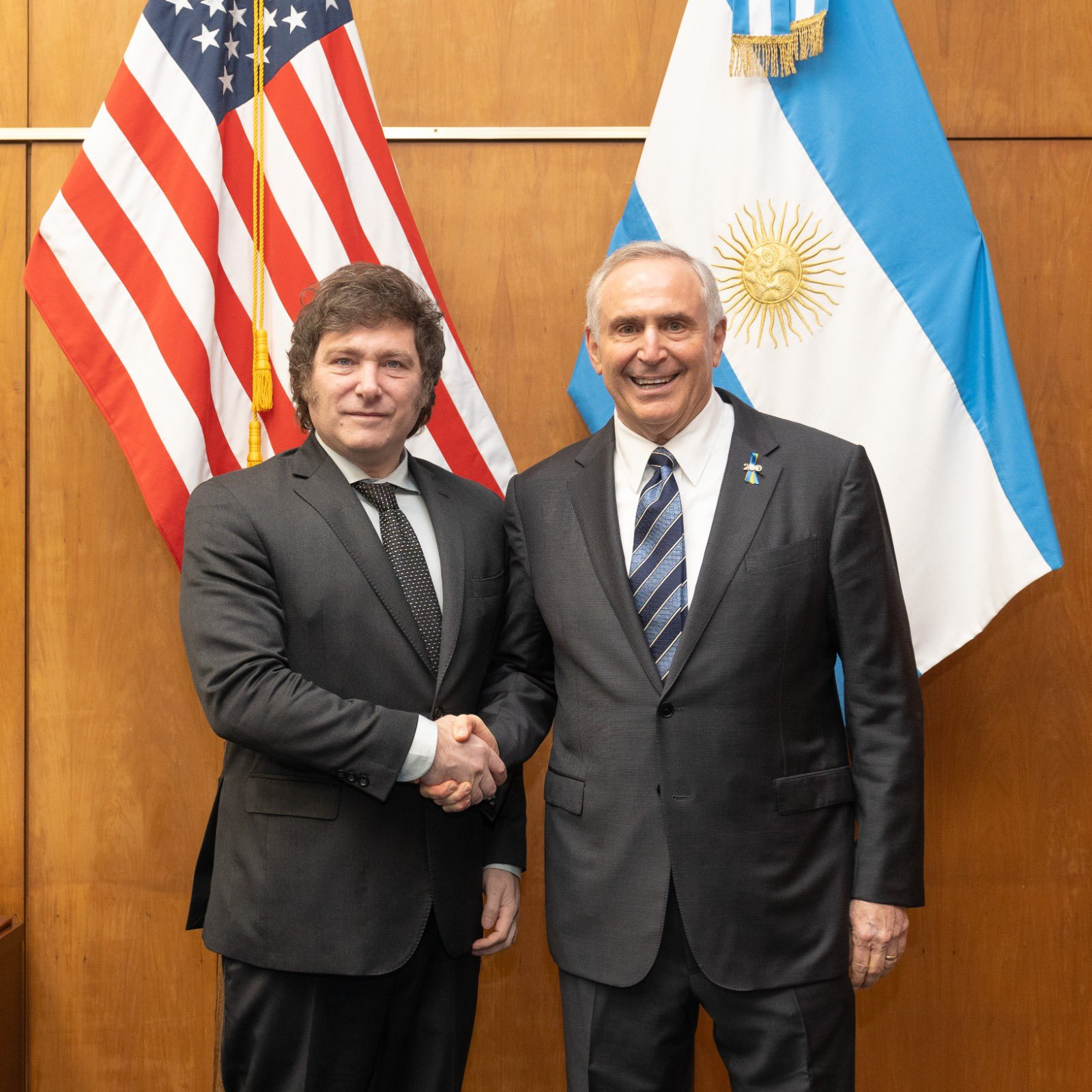
Милей с Марком Стэнли, послом США в Аргентине, в 2023 году

Милей одобряет Мадридскую хартию, документ, подготовленный «Vox», который характеризует левые группы, такие как Форум Сан-Паулу и группа Пуэбла, как врагов Иберо-Америки и обвиняет их в участии в «преступном проекте под эгидой кубинского режима», который «стремится дестабилизировать либеральные демократии и правовое государство». Он подписал документ вместе с другими ультраправыми политиками по всему региону, включая Эдуарду Болсонару из Бразилии, Рафаэля Лопеса Алиагу из Перу и Хосе Антонио Каста из Чили. Что касается внешней политики, то он заявил, что Соединённые Штаты и Израиль будут его главными союзниками в случае избрания президентом. Он также выразил намерение перенести посольство Аргентины в Израиле из Тель-Авива в Иерусалим.
В начале российского вторжения на Украину Милей вошёл во Дворец Аргентинского национального конгресса с украинским флагом, демонстрируя свою позицию по отношению к конфликту.
Сторонник политики правопорядка, Милей одобряет неограниченное владение огнестрельным оружием, заявляя, что Аргентине нужны вооружённые силы, «чтобы снова иметь власть».
Он поддерживает жёсткую политику, проводимую Найибом Букеле в Сальвадоре. Придерживаясь благоразумного подхода, не отвергая модель напрямую, он заявил: «В принципе, мы говорим, что должны изучить её, и что сделал Науэль [Сотело, депутат], так это отправился изучать её [в Сальвадор]. Мы изучаем его, потому что он был чрезвычайно успешным». В августе 2023 года Милей заявил, что рассмотрит вопрос о назначении бывшего президента Маурисио Макри послом Аргентины за рубежом, если победит на всеобщих выборах в октябре 2023 года.
Визит Милея в Германию в июне 2024 года сопровождался общественной критикой со стороны ряда местных политических партий и общественных организаций, проводивших выставки, дискуссии и перформансы в знак протеста против его приезда. Так, Мюнхенский институт окружающей среды присудил ему антипремию «Ржавая бензопила», а в Гамбурге 22 июня как минимум 360 активистов вышли на демонстрацию в знак протеста против вручения Милею награды немецкого праволиберального «Общества имени Фридриха фон Хайека».
В декабре 2024 года Милей анонсировал соглашение о свободной торговле с США, в ответ на то, что депутаты Европарламента отклонили аналогичное соглашение между Европой и странами Меркосур в ноябре 2024 года.

## Личная жизнь

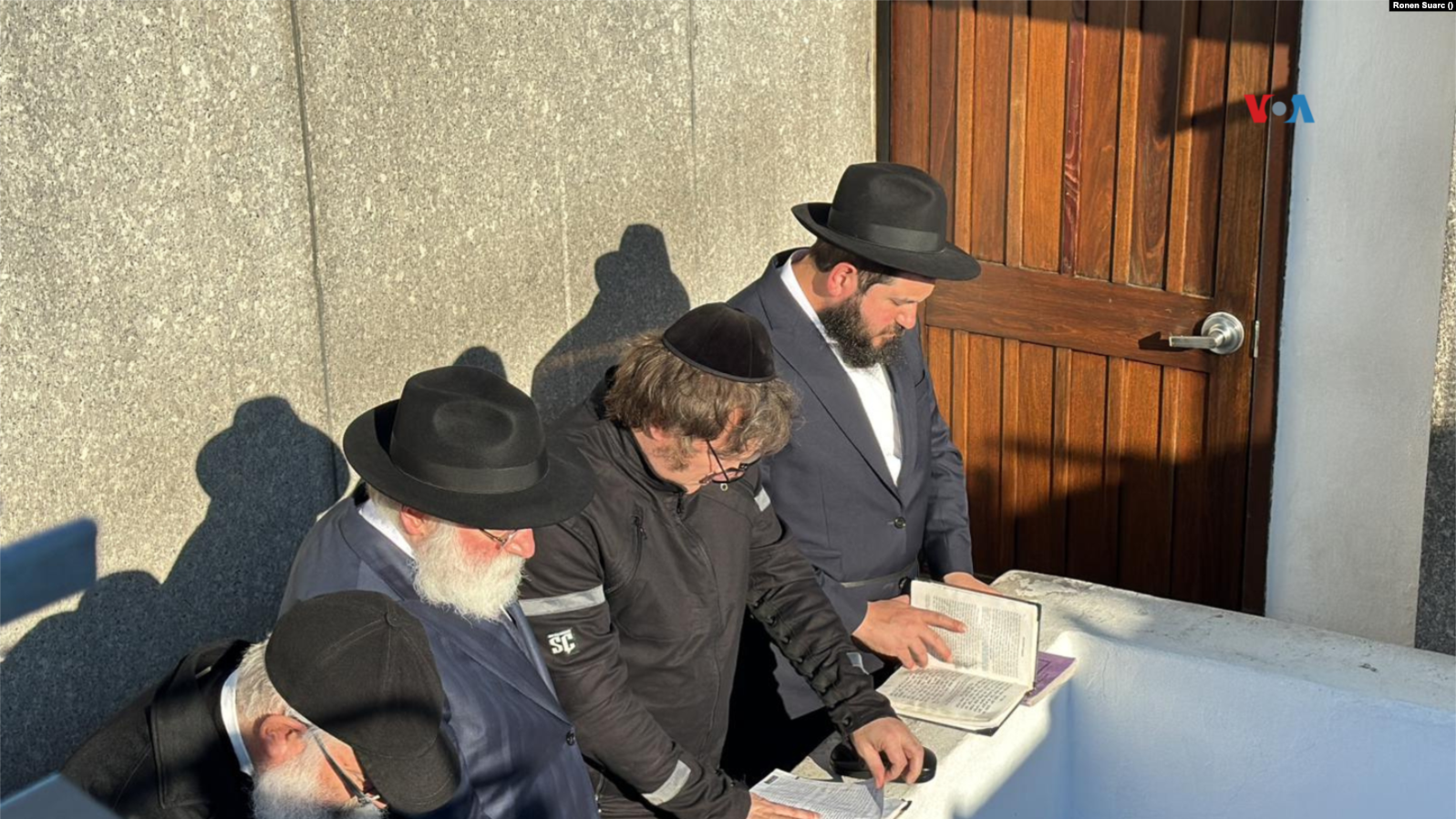
Милей (в центре) молится на могиле Менахема-Мендла Шнеерсона 27 ноября 2023 года

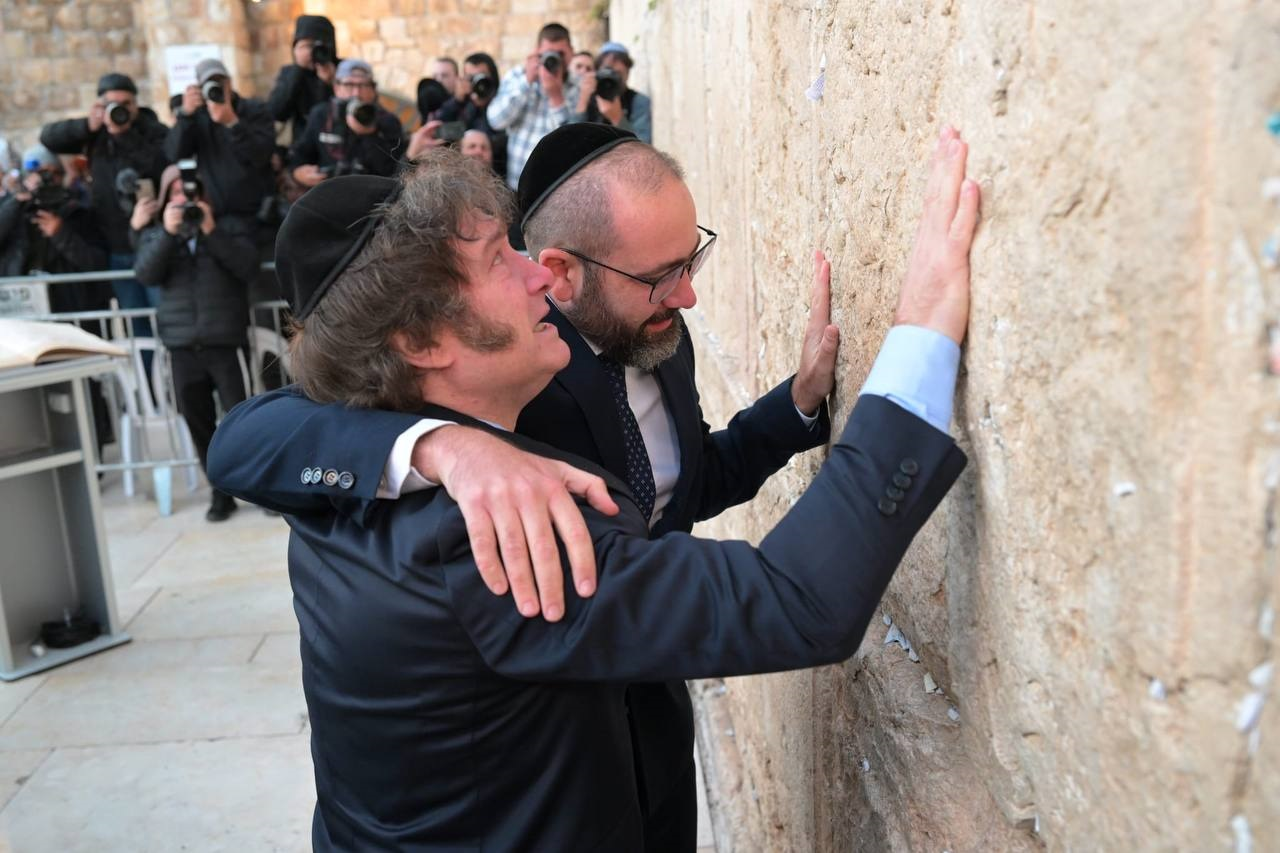
Милей с раввином Акселем Ванишем у Стены Плача

Милей не женат и, будучи кандидатом в президенты, заявлял, что в случае победы роль первой леди Аргентины будет исполнять его сестра. Однако в декабре 2023 года, уже после избрания, он объявил, что в его правительстве не будет первой леди. Он назвал эту роль «анахронизмом» и пояснил, что решение было принято после обсуждений с сестрой и его девушкой — актрисой Фатимой Флорес. Об их отношениях стало известно в августе 2023 года. До этого он встречался с певицей Даниэлой Мори.
У него есть пять клонированных английских мастифов, потомков его любимой собаки Конана, умершей в 2017 году от рака позвоночника. Милей считает Конана своим «сыном» и дал клонам имена, включая одного с тем же именем, а также Анджелито, Милтон (в честь Милтона Фридмана), Мюррей (в честь Мюррея Ротбарда), Роберт и Лукас (в честь Роберта Лукаса-младшего). По словам Милея, он решил клонировать Конана, потому что рассматривает это как «способ приблизиться к вечности». Процедура, проведённая в клинике в США, обошлась ему примерно в 50 000 долларов. Он называет своих собак «четвероногими детьми» и поблагодарил их после своей победы на выборах. Милей вспоминал, как однажды в его доме вспыхнул пожар, и он понял об этом только после того, как Конан побежал на балкон. Он выбрался с собакой по аварийной лестнице и отнёс её к ветеринару, где сам получил кислород, так как начал проявлять симптомы цианоза.
Милей — страстный поклонник футбола. В молодости он играл за клуб «Чакарита Хуниорс», но считает себя болельщиком «Бока Хуниорс». В интервью радио Mitre в 2024 году он сказал: «Я — член клуба и болельщик Боки. Если инвесторы придут и вложат деньги, чтобы мы всегда побеждали — где подписывать?». При этом он критиковал руководство Хуана Романа Рикельме в клубе с 2023 года, назвав его «катастрофическим» и охарактеризовав Рикельме как «киршнериста, управляющего клубом». Милей также является большим поклонником британской рок-группы The Rolling Stones.
В декабре 2024 года, находясь в должности главы государства, Милей подал заявление на получение итальянского гражданства по праву крови (jus sanguinis) и получил его при правительстве Джорджи Мелони.

### Религиозные взгляды
Будучи католиком, Милей критиковал католическую церковь при Папе Франциске, и его пренебрежительные комментарии о Франциске вызвали критику со стороны католиков. Милей также ежедневно читает Тору и посетил могилу ортодоксального раввина Менахема-Мендла Шнеерсона. До ноября 2023 года Милей говорил, что подумывал о переходе в иудаизм, но соблюдение еврейского шаббата может создать проблемы, если он станет президентом. Сообщалось, что после избрания президентом Милей намеревался принять иудаизм.

## Награды
- Орден Свободы (9 июня 2024 года, Украина) — за выдающиеся личные заслуги по укреплению украинско-аргентинского межгосударственного сотрудничества, поддержку государственного суверенитета и территориальной целостности Украины[194].